# Грута-даш-Торреш
Грута-даш-Торреш (порт. Gruta das Torres, дословно c порт. — «Грот башен») — лавовая пещера, геологическая формация вулканического происхождения, образовавшаяся в результате течения и охлаждения подземных магматических рек. Эта формация расположена вне фрегезии Криасан-Велья, в муниципалитете  Мадалена , на западной стороне острова Пику. Пещерная система образовалась из серии потоков лавы пахоэхоэ, которые начинались из побочного конуса Кабесу-Браво около 500–1500 лет назад. Пещеры представляют собой группу взаимосвязанных лавовых трубок шириной от 0,5 до 22 метров, созданных из лав типов пахоэхоэ и аа, образовавшихся в разные геологические периоды. Её высота составляет от 1,1 до 15 метров, расположена на высоте 300 метров над уровнем моря. При предполагаемой длине более 5,2 км это самая длинная лавовая пещера на Азорских островах. Доступ к пещере контролировался «Os Montanheiros». Начиная с 2011 года, AZORINA, SA взяла на себя управление и организацию пещеры.